# Plumtree
Plumtree es una ciudad situada en la provincia zimbabuesa de Matabelelandia Meridional, junto a la frontera con Botsuana. Es el centro administrativo local. La línea de ferrocarril que une Bulawayo (Zimbabue) y Francistown (Botsuana) cruza la frontera junto a Plumtree.
- Datos: Q1974068